# アイアムアクトレス
競走馬におけるアイアムアクトレスとは、
- 日本の、1990年生まれの競走馬[1]。中央競馬では小原伊佐美厩舎に入厩するも未出走、新潟競馬に移籍して2戦2着で引退した。
- 日本の2008年生まれの競走馬、繁殖牝馬。本項にて記述。

アイアムアクトレス（欧字名:I Am Actress、2008年3月30日 - 2018年4月18日）は、日本の競走馬、繁殖牝馬。主な勝ち鞍に2011年のユニコーンステークス。主戦騎手は秋山真一郎。
馬名の由来は、冠名＋女優。全姉に、2010年の府中牝馬ステークスなどを制したアイアムカミノマゴがいる。

## 経歴

### 競走馬時代
2010年12月11日、阪神競馬場第5競走の2歳新馬戦で、秋山真一郎を鞍上にデビューし、後の桜花賞馬のマルセリーナの2着となる。年明けの3歳未勝利戦で6着に敗れると、3戦目でダートに転向。すると2着に8馬身差もつけて圧勝し、続く4戦目も制した。その後初重賞参戦となるフィリーズレビューへ挑んだが11着に敗れ、ダートに戻った5月の昇竜ステークス（OP）で勝利。続くユニコーンステークスでは次走でジャパンダートダービーを勝ち、2013年にフェブラリーステークスを制するグレープブランデーらの強豪牡馬を相手に勝利し重賞初制覇を飾った。この後は交流重賞初挑戦となるスパーキングレディーカップへ参戦し3着となったが、休養を挟んで挑んだ年末のギャラクシーステークス（OP）では8着とダートでは初めて掲示板を外した。明け2012年も精彩を欠き、5戦のうちマリーンカップの5着を除き掲示板を外してしまい、5月26日の欅ステークス（OP）15着を最後に現役を引退した。

### 引退後
引退後は社台ファームで繁殖牝馬となったが、2014年度より坂東牧場へ移動した。3頭の産駒を残し、そのうち2頭がそれぞれJRAで2勝を挙げたが、自身は2018年4月18日に死亡した。10歳没。

## 競走成績
以下の情報は、netkeiba.comの内容に基づく。
| 競走日     | 競馬場 | 競走名             | 格   | 距離（馬場）  | 頭 数 | 枠 番 | 馬 番 | オッズ （人気） | 着順 | タイム （上り3F） | 着差 | 騎手        | 斤量 [kg] | 1着馬（2着馬）         | 馬体重 [kg] |
| ---------- | ------ | ------------------ | ---- | ------------- | ----- | ----- | ----- | --------------- | ---- | ----------------- | ---- | ----------- | --------- | ---------------------- | ----------- |
| 2010.12.11 | 阪神   | 2歳新馬            |      | 芝1600m（良） | 10    | 7     | 7     | 004.70（2人）   | 02着 | R1:37.0（34.4）   | -0.2 | 0秋山真一郎 | 54        | マルセリーナ           | 502         |
| 2011.01.10 | 京都   | 3歳未勝利          |      | 芝1600m（良） | 16    | 5     | 10    | 003.50（1人）   | 06着 | R1:36.7（37.6）   | -0.8 | 0秋山真一郎 | 54        | メデタシ               | 500         |
| 0000.01.29 | 京都   | 3歳未勝利          |      | ダ1400m（良） | 16    | 6     | 11    | 003.30（2人）   | 01着 | R1:25.1（36.9）   | -1.3 | 0秋山真一郎 | 54        | （ヤマニンラレーヌ）   | 498         |
| 0000.02.19 | 京都   | 3歳500万下         |      | ダ1400m（重） | 14    | 5     | 8     | 001.20（1人）   | 01着 | R1:23.9（37.5）   | -0.1 | 0秋山真一郎 | 54        | （カラフルデイズ）     | 494         |
| 0000.03.21 | 阪神   | フィリーズレビュー | GII  | 芝1400m（稍） | 16    | 1     | 2     | 012.60（7人）   | 11着 | R1:23.1（36.8）   | -0.8 | 0秋山真一郎 | 54        | フレンチカクタス       | 484         |
| 0000.05.22 | 京都   | 昇竜S              | OP   | ダ1400m（不） | 16    | 5     | 9     | 004.50（2人）   | 01着 | R1:22.8（35.7）   | -0.0 | 0秋山真一郎 | 54        | （シゲルソウサイ）     | 482         |
| 0000.06.04 | 東京   | ユニコーンS        | GIII | ダ1600m（良） | 16    | 6     | 11    | 008.70（3人）   | 01着 | R1:36.2（37.0）   | -0.2 | 0秋山真一郎 | 54        | （グレープブランデー） | 478         |
| 0000.07.06 | 川崎   | スパーキングLC     | GIII | ダ1600m（良） | 10    | 7     | 8     | 001.70（1人）   | 03着 | R1:40.6（38.6）   | -1.6 | 0秋山真一郎 | 53        | ラヴェリータ           | 483         |
| 0000.12.18 | 阪神   | ギャラクシーS      | OP   | ダ1400m（良） | 15    | 7     | 12    | 004.60（3人）   | 08着 | R1:24.1（38.0）   | -1.0 | 0秋山真一郎 | 54        | ヒラボクワイルド       | 494         |
| 2012.01.14 | 京都   | 大和S              | OP   | ダ1400m（良） | 16    | 6     | 11    | 003.90（2人）   | 15着 | R1:25.1（37.7）   | -1.6 | 0秋山真一郎 | 54        | トウショウカズン       | 488         |
| 0000.03.10 | 阪神   | ポラリスS          | OP   | ダ1400m（重） | 16    | 1     | 1     | 015.70（6人）   | 06着 | R1:23.5（36.5）   | -0.8 | 0川田将雅   | 54        | ヒラボクワイルド       | 482         |
| 0000.04.04 | 船橋   | マリーンC          | GIII | ダ1600m（重） | 13    | 7     | 11    | 006.10（3人）   | 05着 | R1:41.4（39.4）   | -1.1 | 0川田将雅   | 56        | ミラクルレジェンド     | 479         |
| 0000.05.13 | 京都   | 栗東S              | OP   | ダ1400m（良） | 16    | 4     | 7     | 028.10（9人）   | 07着 | R1:24.2（36.9）   | -1.1 | 0秋山真一郎 | 54        | ファリダット           | 484         |
| 0000.05.26 | 東京   | 欅S                | OP   | ダ1400m（良） | 16    | 8     | 16    | 047.8（11人）   | 15着 | R1:25.4（38.5）   | -2.4 | 0蛯名正義   | 55        | ブライトアイザック     | 474         |

## 繁殖成績
|       | 生年   | 馬名               | 性 | 毛色   | 父                 | 馬主                                                   | 厩舎                                                                             | 戦績                  | 出典  |
| ----- | ------ | ------------------ | -- | ------ | ------------------ | ------------------------------------------------------ | -------------------------------------------------------------------------------- | --------------------- | ----- |
| 初仔  | 2014年 | アイアムキャツアイ | 牝 | 黒鹿毛 | アイルハヴアナザー | 堀紘一                                                 | 美浦・奥平雅士                                                                   | 18戦2勝（引退・繁殖） | [ 7 ] |
| 2番仔 | 2016年 | アイアムビクトリア | 牝 | 栗毛   | オルフェーヴル     | 堀紘一 →山本武司 →堀紘一 →松嶋宏篤 →組）リノレーシング | 美浦・奥平雅士 →盛岡・櫻田浩樹 →美浦・奥平雅士 →名古屋・坂口義幸 →佐賀・大島静夫 | 40戦7勝（引退）       | [ 8 ] |
| 3番仔 | 2017年 | アイアムイチオシ   | 牡 | 鹿毛   | ヘニーヒューズ     | 堀紘一                                                 | 美浦・奥平雅士                                                                   | 17戦2勝（引退）       | [ 9 ] |

## エピソード
アイアムアクトレスの名付け親は女優の川島なお美である。きっかけは、日本文化の広がりを目的とするボランティア集団・エンジン01の会議に参加した川島とオーナーの堀が意気投合したことで、堀から川島に命名を依頼した。その意図について、川島は「牧場を代表する美しい馬と聞いたので“女優”がふさわしいかなと」「女優って化けたりする職業だから、競馬場の舞台でいろんな顔を持って楽しませてほしい」と語っている。なお、当初は2頭の競走馬に名付けをし、片方は夫・鎧塚俊彦の姓より「アイアムヨロイヅカ」と名付けたが、こちらはデビューが叶わなかった。

## 血統表
| アイアムアクトレスの血統           | アイアムアクトレスの血統                             | アイアムアクトレスの血統 | （血統表の出典）     | （血統表の出典） |
| 父系                               | サンデーサイレンス系                                 | サンデーサイレンス系     | サンデーサイレンス系 | [ § 2 ]          |
| 父 アグネスタキオン 1998 栗毛      | 父の父*サンデーサイレンス Sunday Silence 1986 青鹿毛 | Halo                     | Hail to Reason       | Hail to Reason   |
| 父 アグネスタキオン 1998 栗毛      | 父の父*サンデーサイレンス Sunday Silence 1986 青鹿毛 | Halo                     | Cosmah               |                  |
| 父 アグネスタキオン 1998 栗毛      | 父の父*サンデーサイレンス Sunday Silence 1986 青鹿毛 | Wishing Well             | Understanding        | Understanding    |
| 父 アグネスタキオン 1998 栗毛      | 父の父*サンデーサイレンス Sunday Silence 1986 青鹿毛 | Wishing Well             | Mountain Flower      |                  |
| 父 アグネスタキオン 1998 栗毛      | 父の母アグネスフローラ 1987 鹿毛                     | *ロイヤルスキー          | Raja Baba            | Raja Baba        |
| 父 アグネスタキオン 1998 栗毛      | 父の母アグネスフローラ 1987 鹿毛                     | *ロイヤルスキー          | Coz o'Nijinsky       |                  |
| 父 アグネスタキオン 1998 栗毛      | 父の母アグネスフローラ 1987 鹿毛                     | アグネスレディー         | *リマンド            | *リマンド        |
| 父 アグネスタキオン 1998 栗毛      | 父の母アグネスフローラ 1987 鹿毛                     | アグネスレディー         | イコマエイカン       |                  |
| 母 *アイアムザウィナー 1993 黒鹿毛 | 母の父Danzig Connection 1983 栗毛                    | Danzig                   | Northern Dancer      | Northern Dancer  |
| 母 *アイアムザウィナー 1993 黒鹿毛 | 母の父Danzig Connection 1983 栗毛                    | Danzig                   | Pas de Nom           |                  |
| 母 *アイアムザウィナー 1993 黒鹿毛 | 母の父Danzig Connection 1983 栗毛                    | Gdynia                   | Sir Ivor             | Sir Ivor         |
| 母 *アイアムザウィナー 1993 黒鹿毛 | 母の父Danzig Connection 1983 栗毛                    | Gdynia                   | Classicist           |                  |
| 母 *アイアムザウィナー 1993 黒鹿毛 | 母の母*ブルージーンベイビー Blue Jean Baby 1985 鹿毛 | Mr. Prospector           | Raise a Native       | Raise a Native   |
| 母 *アイアムザウィナー 1993 黒鹿毛 | 母の母*ブルージーンベイビー Blue Jean Baby 1985 鹿毛 | Mr. Prospector           | Gold Digger          |                  |
| 母 *アイアムザウィナー 1993 黒鹿毛 | 母の母*ブルージーンベイビー Blue Jean Baby 1985 鹿毛 | Jones Time Machine       | Current Concept      | Current Concept  |
| 母 *アイアムザウィナー 1993 黒鹿毛 | 母の母*ブルージーンベイビー Blue Jean Baby 1985 鹿毛 | Jones Time Machine       | Daunt's Girl         |                  |
| 母系(F-No.)                        | (FN:F14-a)                                           | (FN:F14-a)               | (FN:F14-a)           | [ § 3 ]          |
| 5代内の近親交配                    | アウトブリード                                       | アウトブリード           | アウトブリード       | [ § 4 ]          |
| 出典                               | 1. 2. 3. 4.                                          | 1. 2. 3. 4.              | 1. 2. 3. 4.          | 1. 2. 3. 4.      |